# Liste des maires de Vanves
La liste des maires de Vanves présente la liste des maires de la commune française de Vanves, située dans le département des Hauts-de-Seine en région Île-de-France.

## Liste des maires

### Entre 1790 et 1944
| Période        | Période        | Identité                             | Étiquette    | Qualité |
| -------------- | -------------- | ------------------------------------ | ------------ | --- |
| 1790           | 1791           | François Potin                       |              | Cultivateur - Épicier                                                                                       |
| octobre 1791   | novembre 1791  | Thomas Duval                         |              | Épicier |
| 1791           | 1793           | Antoine Boisset                      |              | |
| 1793           | 1795           | François Potin                       |              | Cultivateur - Épicier                                                                                       |
| 1795           | 1796           | M. Masson                            |              | |
| 1796           | 1797           | Thomas Duval                         |              | Épicier |
| 1797           | 1798           | Antoine Boisset                      |              | |
| 1798           | 1800           | François Potin                       |              | Cultivateur - Épicier                                                                                       |
| 1800           | 1800           | Pierre Coignet                       |              | |
| 1800           | 1816           | Thomas Duval                         |              | Épicier |
| 1816           | 1830           | Jacques Jouannin                     |              | Médecin |
| 1830           | 1832           | Léopold Huret                        |              | Propriétaire d'une manufacture de serrures                                                                  |
| 1832           | 1839           | Félix Voisin                         |              | Médecin |
| 1839           | 1840           | Maurice Coignet                      |              | |
| 1840           | 1850           | Denis Duval                          |              | |
| 1850           | 1853           | Christ Bordier                       |              | Blanchisseur                                                                                                |
| 1853           | 1864           | Charles Désiré Joseph Despinoy       |              | |
| 1864           | 1867           | Claude Micard                        |              | Pharmacien                                                                                                  |
| 1867           | 1870           | Jean-Baptiste Edouard Dupont         |              | |
| 1870           | 1873           | Pierre Leplanquais                   |              | |
| 1873           | 1875           | Jean Baptiste Jullien                |              | Proviseur du Lycée Michelet                                                                                 |
| 1875           | septembre 1879 | Jean-Baptiste Edouard Dupont         |              | Démissionnaire                                                                                              |
| 8 janvier 1880 | janvier 1881   | Amédée Féburier                      | Républicain  | |
| janvier 1881   | mai 1881       | Jean-Baptiste Edouard Dupont         |              | |
| 1881           | 1884           | Amédée Féburier                      | Républicain  | Premier maire de Malakoff (1884 → 1885)                                                                     |
| 1884           | 1889           | Louis Philippe Pruvot                |              | |
| 1889           | 1896           | Eustache Barthélémy Léger            |              | Premier clerc de notaire                                                                                    |
| 1896           | 1900           | Eugène Baudouin (1840-1928)          | Rad.         | Professeur au Lycée Michelet Conseiller général de la Seine (1898 → 1900)                                   |
| 1900           | 1902           | Jean-Marie-Joseph Dupont (1873-1918) | Nationaliste | Propriétaire Conseiller général de la Seine (1900 → 1908)                                                   |
| 1902           | 1911           | Étienne Jarrousse (1851-1911)        | PRRRS        | Représentant de commerce Conseiller général de la Seine (1908 → 1911) Décédé en fonction                    |
| 1911           | 1919           | Aristide Duru                        |              | |
| 1919           | 1940           | Frédéric Pic                         | PRRRS        | Docteur en droit Député de la Seine (9e circ. de Sceaux) (1928 → 1936)                                      |
| 1940           | 1941           | Henri Landon                         |              | Pharmacien                                                                                                  |
| 9 mai 1941     | août 1944      | Louis Kerautret (1869-1976)          |              | Rédacteur principal au ministère des Anciens combattants Nommé maire par arrêté du ministère de l'Intérieur |

### Depuis 1944
Depuis la Libération, sept maires se sont succédé à la tête de la commune.
| Période         | Période        | Identité           | Étiquette                | Qualité |
| --------------- | -------------- | ------------------ | ------------------------ | --- |
| août 1944       | octobre 1947   | Albert Pellegeay   | PCF                      | Fabricant de peinture |
| octobre 1947    | mars 1965      | René Plazanet      | UNR                      | Industriel Sénateur de la Seine (1952 → 1958) Député de la Seine (55e circ.) (1958 → 1962) |
| mars 1965       | 1980           | André Roche        | UNR puis UDR puis RPR    | Conseiller général de Vanves (1967 → 1980) Vice-président du conseil général Décédé en fonction |
| décembre 1980   | 9 janvier 1991 | Gérard Orillard    | RPR                      | Pharmacien Conseiller régional d'Île-de-France Député suppléant d'André Santini (1988 → 1991) Décédé en fonction |
| 20 janvier 1991 | 25 juin 1995   | Didier Morin       | RPR                      | Dentiste |
| 25 juin 1995    | 25 mars 2001   | Guy Janvier        | PS                       | Énarque, haut fonctionnaire Conseiller général de Vanves (2004 → 2015) |
| 25 mars 2001    | En cours       | Bernard Gauducheau | UDF puis NC puis FED-UDI | Biochimiste Conseiller général de Vanves (1998 → 2004) Conseiller régional d’Île-de-France (2010 →) Vice-président de la CA Arc de Seine puis de l'EPT Grand Paris Seine Ouest Président du comité stratégique de la SGP (2015 → ) Réélu pour le mandat 2020-2026 |

## Conseil municipal actuel
Les 35 sièges composant le conseil municipal ont été pourvus le 28 juin 2020 à l'issue du second tour. Actuellement, il est réparti comme suit : 

## Pour approfondir